# Йокодзе (Сайтама)

35°59′14″ пн. ш. 139°6′1″ сх. д. / 35.98722° пн. ш. 139.10028° сх. д.
Йокодзе́ (яп. 横瀬町, よこぜまち, МФА: [jokod͡ze mat͡ɕi̥]) — містечко в Японії, в повіті Тітібу префектури Сайтама. Станом на 1 жовтня 2008 площа містечка становила 49,35 км². Станом на 1 січня 2009 населення містечка становило 9285 осіб.